# Лаферте-Сентер, Анри I де
Анри I де Лаферте-Сентер (Сен-Нектер) (фр. Henri I de La Ferté-Senneterre (Saint-Nectaire); 1573 — 4 января 1662), сеньор де Сен-Нектер, маркиз де Лаферте-Набер — французский генерал и дипломат.

## Биография
Сын Франсуа де Лаферте, сеньора и графа де Сен-Нектера и Лаферте-Набера, и Жанны де Лаваль.
Участвовал во франко-савойской войне (1600), сопровождал Людовика XIII в Гиени (1615—1616), был при осаде Суассона (1617) и атаке Ле-Пон-де-Се (1620).
Кампмаршал (6.05.1621), служил в армии графа де Суассона (1622). 13 августа 1624, после того как маркиз де Лавьёвиль попал в опалу, Лаферте был назначен генеральным наместником губернаторства Шампани в департаментах Шалона, Реймса, и прочих. Служил при осаде Ла-Рошели (1627—1628).
В 1629 году переведен на Пьемонтскую границу. 6 марта участвовал в штурме Сузы, затем был послан к герцогу Савойскому с мирными предложениями. В том же году принимал участие в осадах Прива и Алеса.
Рыцарь орденов короля (14.05.1633). В марте 1635 был назначен послом в Англию, затем был послом в Риме и стал государственным министром. В июле 1643 вернул генеральное наместничество в Шампани маркизу де Лавьёвилю, восстановившему свое положение при дворе.

## Семья
1-я жена: Маргерит де Лашатр, младшая дочь Клода де Лашатра, сеньора де Ла-Мезонфора, маршала Франции, и Жанны Роберте
Дети:
- герцог Анри II де Лаферте-Сентер (ок. 1599—27.09.1681), маршал Франции
- Шарль де Сен-Нектер (ум. 24.04.1667), марких де Шатонёф. Жена: Мари де Отфор, старшая дочь и наследница Клода де Отфора, виконта де Летранжа, и Мари де Шамбо
- Габриель (ум. 30.05.1634), называемый шевалье де Сен-Нектером, убит во время первой осады Ла-Мота в Лотарингии

2-я жена (1654): Анн (ум. 1658), бастарда Бетюнская, внебрачная дочь Максимильена II де Бетюна, маркиза де Рони, и Мари д'Этурмель, дамы де Гравель, вдова Тимолеона де Бова, сеньора де Контенана
Бастарды от Женевьевы Фурре де Дампьер, фрейлины королевы:
- N, бастард де Сен-Нектер, аббат Монстье в Руэрге
- Генриетта, бастарда де Сен-Нектер. Муж: Франсуа де Бло, консеньор де Сен-Марсель, сеньор де Лаваль в Оверни, ее кузен
- Апполлина, легитимирована в 1677 году